# Карлос Борхес
Карлос Аріель Борхес (ісп. Carlos Ariel Borges, 14 січня 1932, Монтевідео — 5 лютого 2014, Монтевідео) — уругвайський футболіст, що грав на позиції нападника, зокрема, за клуб «Пеньяроль», а також національну збірну Уругваю.
Семиразовий чемпіон Уругваю. Чемпіон Аргентини. Володар Кубка Лібертадорес. У складі збірної — переможець чемпіонату Південної Америки. 

## Клубна кар'єра
Народився 14 січня 1932 року в місті Монтевідео. Вихованець футбольної школи клубу «Пеньяроль». Дорослу футбольну кар'єру розпочав 1950 року в основній команді того ж клубу, в якій провів десять сезонів, взявши участь у 154 матчах чемпіонату. 
Згодом з 1961 по 1964 рік грав у складі команд «Расинг» (Авельянеда) та «Уракан Бусео». З «Расингом» став чемпіоном Аргентини.
Завершив ігрову кар'єру у команді «Атлетіко Платенсе», за яку виступав протягом 1964 року.
Є автором першого гола в історії Кубка Лібертадорес, який забив у матчі-відкритті Кубка Лібертадорес, де «Пеньяроль» (який виграв цей перший турнір) грав проти болівійського «Хорхе Вільстерман» 19 квітня 1960 року (7-1).

## Виступи за збірну
1954 року дебютував в офіційних матчах у складі національної збірної Уругваю. Протягом кар'єри у національній команді провів у її формі 37 матчів, забивши 10 голів.
У складі збірної був учасником:
чемпіонату світу 1954 року у Швейцарії, де зіграв з Чехословаччиною (2-0), з Шотландією (7-0), з Англією (4-2), в чвертьфіналі з Угорщиною (2-4) і в матчі за третє місце з Австрією (1-3). У цих п'яти іграх забив чотири голи;
чемпіонату Південної Америки 1955 року у Чилі;
чемпіонату Південної Америки 1956 року в Уругваї, здобувши того року титул континентального чемпіона;
чемпіонату Південної Америки 1959 року в Аргентині.
Помер 5 лютого 2014 року на 83-му році життя у місті Монтевідео.

## Титули і досягнення
- Чемпіон Уругваю (7):

«Пеньяроль»: 1949, 1951, 1953, 1954, 1958, 1959, 1960
- Чемпіон Аргентини (1):

«Расинг» (Авельянеда): 1961
- Володар Кубка Лібертадорес (1):

«Пеньяроль»: 1960
- Переможець чемпіонату Південної Америки (1):

Уругвай: 1956